# Pietro de Silvestri
Pietro de Silvestri (Rovigo, 13 febbraio 1803 – Roma, 19 novembre 1875) è stato un cardinale italiano.
Fu nominato cardinale della Chiesa cattolica da papa Pio IX.

## Biografia

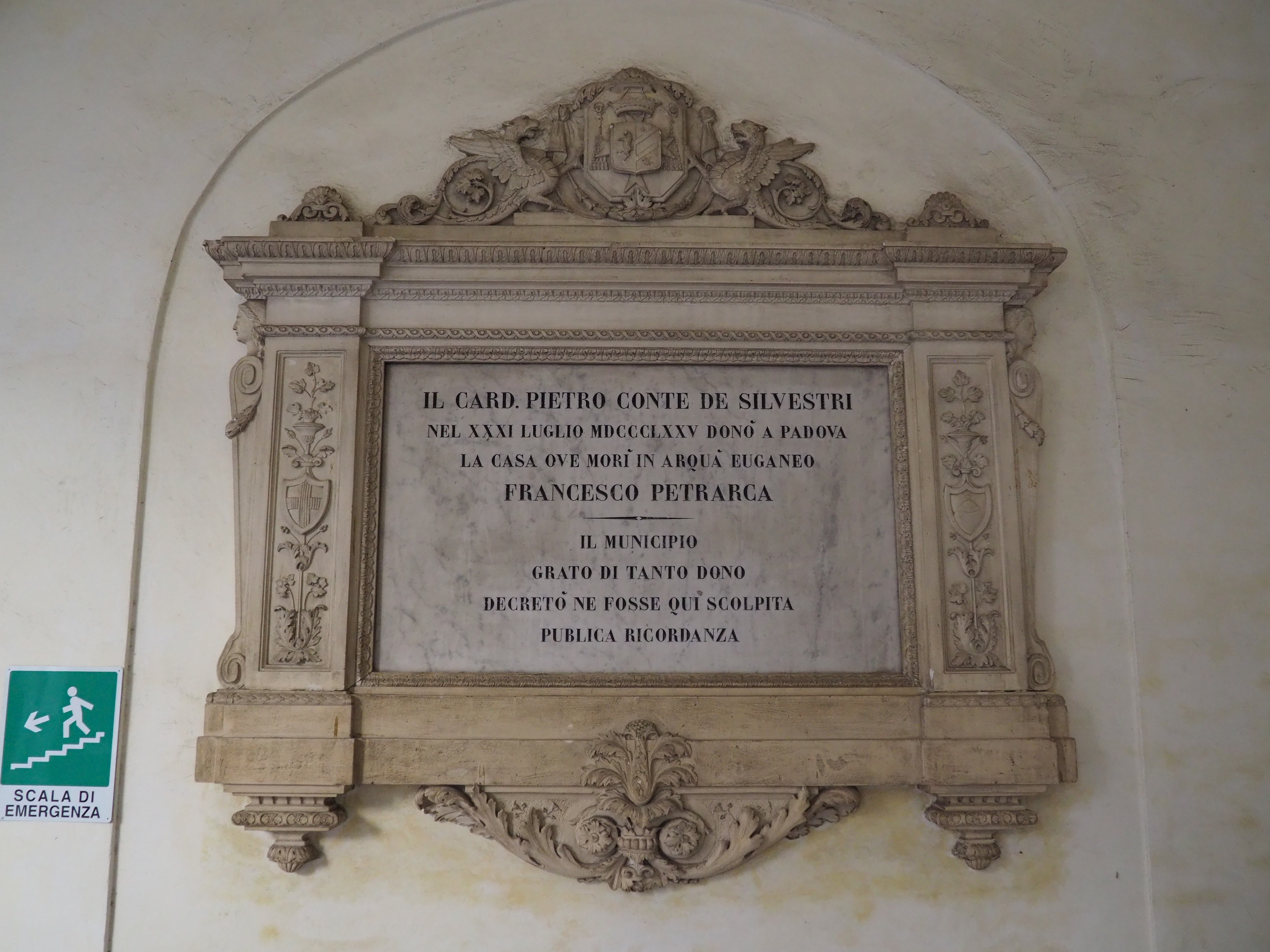
La lapide che ricorda il dono della casa del Petrarca al comune di Padova posta su una parete del cortile Pensile del palazzo Comunale.

Nacque a Rovigo il 13 febbraio 1803, figlio del conte Francesco e della contessa Antonia Dottori Sanson. Studiò prima lettere e filosofia al seminario diocesano di Rovigo, per poi passare all'Università di Padova, dove si laureò in utroque iure.
Papa Pio IX lo elevò al rango di cardinale nel concistoro del 15 marzo 1858 e gli fu affidata la diaconia dei Santi Cosma e Damiano, dopo una vacanza di ben 25 anni. Il 21 settembre donò la biblioteca di famiglia, ricca di ben 40 000 volumi, al Comune di Rovigo ed all'Accademia dei Concordi. Il 17 ottobre successivo l'imperatore Francesco Giuseppe I lo nominò protettore delle nazioni austriache, titolo che mantenne fino al 1867. Il 27 settembre 1861 optò per l'ordine dei cardinali presbiteri ed il titolo di San Marco.
Fu proprietario della casa dove visse, ad Arquà Euganeo, borgo in seguito ridenominato Arquà Petrarca, il sommo poeta Francesco Petrarca negli ultimi anni di vita, edificio che nel 1875 donò al Comune di Padova, nobile gesto ricordato con una lapide posta nel cortile Pensile del palazzo Comunale.
Morì il 19 novembre 1875 a Roma all'età di 72 anni e fu deposto provvisoriamente presso il cimitero del Verano. Venne poi tumulato a Rovigo nel sepolcro familiare nel gennaio successivo.